# 公主披风
《公主披風》（Princess's Cloak，A版），或《浪漫关系》（Romantic Melody，B版），是SNH48的第13張EP，主打歌的演唱成員由SNH48第三届总选举所決定。EP同時也附有2016年11月5日「SNH48第二届风尚大赏」投票券和2017年1月7日舉辦的SNH48第三届年度金曲大赏投票券。

## 簡介
本張EP為SNH48第三届总选举入选三支选拔组的总选汇报单曲，邀请林俊杰、陶喆参与制作，为SNH48量身定制三首舞曲风格的全新歌曲，其曲风涵盖放克、电子舞曲等音乐元素并由美国格莱美获奖音乐制作团队担当音乐制作，确保SNH48第十三张EP专辑的制作达到国际顶级质量水准。
《公主披风》MV赴西班牙进行取景拍摄，由林俊杰亲自操刀，由中、西、美、韩等多国顶级团队联袂打造，是SNH48年度最大投资规模的MV。值得一提的是，SNH48团队重金包场租用斗牛场、宫殿等西班牙特色场所进行实景拍摄，MV中成员们还首度集体挑战西班牙国舞法蘭明歌。《哎哟爱哟》与《浪漫关系》MV均赴韩国取景，由韩国团队“ZANYBROS”操刀拍摄。

## 收錄曲目
Type A（公主披風）
| CD       | CD             | CD       | CD              | CD              | CD       | CD    |
| 曲序     | 曲目           |          | 作曲            | 编曲            | 演唱者   | 时长  |
| -------- | -------------- | -------- | --------------- | --------------- | -------- | ----- |
| 1.       | 公主披風       | 淺紫     | 林俊杰          | Scott、Willson  | 高飞组   | 3:25  |
| 2.       | 浪漫关系       | 淺紫     | 林俊杰          | Scott、Willson  | 梦想组   | 3:40  |
| 3.       | 哎哟爱哟       | 周启儿   | 陶喆            | 黄宣铭          | 起飞组   | 4:04  |
| 4.       | 48个秘密       | 小7      | Shaliponte      | Shaliponte      | Team SII | 3:23  |
| 5.       | Do it          | 刘捷     | OKBOYS          | OKBOYS          | Team NII | 3:35  |
| 6.       | Brand New Love | 小7      | Mcflied Chicken | Mcflied Chicken | Team HII | 4:26  |
| 总时长： | 总时长：       | 总时长： | 总时长：        | 总时长：        | 总时长： | 22:33 |

Type B（浪漫关系）
| CD       | CD         | CD                | CD          | CD             | CD       | CD    |
| 曲序     | 曲目       |                   | 作曲        | 编曲           | 演唱者   | 时长  |
| -------- | ---------- | ----------------- | ----------- | -------------- | -------- | ----- |
| 1.       | 公主披風   | 淺紫              | 林俊杰      | Scott、Willson | 高飞组   | 3:25  |
| 2.       | 浪漫关系   | 淺紫              | 林俊杰      | Scott、Willson | 梦想组   | 3:40  |
| 3.       | 哎哟爱哟   | 周启儿            | 陶喆        | 黄宣铭         | 起飞组   | 4:04  |
| 4.       | 梦想的旗帜 | 小7               | ASPJ        | ASPJ           | Team X   | 4:15  |
| 5.       | 非你不可   | 小7               | Candy Jenny | 阿昭           | Team XII | 3:31  |
| 6.       | 爱的歌颂   | Mayu Huang 黃楓宜 | 胡臻        | 胡臻           | BEJ48    | 4:04  |
| 7.       | 闪烁的梦   | 赵金颖            | 赵金颖      | 和平           | GNZ48    | 4:17  |
| 总时长： | 总时长：   | 总时长：          | 总时长：    | 总时长：       | 总时长： | 27:16 |

## 選拔成員

### 公主披風
（Center：鞠婧禕）
- Team SII：戴萌（#12）、莫寒（#6）、邱欣怡（#10）、許佳琪（#11）、張語格（#8）
- Team NII：馮薪朵（#5）、黃婷婷（#3）、鞠婧禕（#1）、林思意（#13）、陸婷（#7）、李藝彤（#2）、萬麗娜（#14）、趙粵（#9）、曾艷芬（#4）
- Team HII：劉炅然（#15）
- Team X：張丹三（#16）

鞠婧禕首次擔任選拔Center。
MV在西班牙馬德里拍攝。

### 浪漫关系
（Center：龔詩淇）
- Team SII：孔肖吟（#25）、李宇琪（#20）、錢蓓婷（#28）、吳哲晗（#23）、袁雨楨（#29）
- Team NII：龔詩淇（#17）、易嘉愛（#26）
- Team HII：孫珍妮（#21）、謝妮（#30）、许杨玉琢（#19）
- Team X：宋昕冉（#18）、楊韞玉（#24）
- Team XII：費沁源（#22）、洪珮（#31）、姜杉（#32）
- BEJ48 Team E：李梓（#27）

MV在韓國拍攝。

### 哎哟爱哟
（Center：張怡）
- Team SII：陳觀慧（#47）、陳思（#38）、徐子軒（#35）
- Team HII：陳怡馨（#42）、劉佩鑫（#37）、王璐（#41）、楊惠婷（#34）
- Team X：邵雪聰（#44）、王曉佳（#45）、楊冰怡（#39）
- Team XII：嚴佼君（#36）、佳怡（#46）、張怡（#33）
- BEJ48 Team B：段藝璇（#43）、孫姍（#48）
- GNZ48 Team G：謝蕾蕾（#40）

Next Girls首次參與EP錄製。
MV在韓國拍攝。

### 48個秘密
（Center：李宇琪）
- Team SII：陳觀慧、陳思、戴萌、蔣芸、孔肖吟、李宇琪、莫寒、錢蓓婷、孫芮、吳哲晗（兼任Team X）、徐晨辰、許佳琪、徐子軒、袁丹妮（兼任Team HII）、袁雨楨、張語格

### Do it
（Center：陸婷）
- Team NII：陳佳瑩、陳問言、馮薪朵、龔詩淇、黃婷婷、何曉玉、鞠婧禕、羅蘭、林思意、陸婷、李藝彤、萬麗娜、易嘉愛、趙粵、周怡 、曾艷芬

### Brand New Love
（Center：張昕）
- Team HII：陳怡馨、郝婉晴、劉炅然、林楠、劉佩鑫、李清揚、孫珍妮、王柏碩、王璐、吳燕文、徐晗、謝妮、徐伊人、許楊玉琢、楊惠婷、張昕

孫珍妮進入Team HII正規16人。袁航掉出Team HII正規16人。

### 夢想的旗幟
（Center：楊韞玉）
- Team X：陳琳、馮曉菲（兼任Team SII）、李晶、李釗、邵雪聰、宋昕冉、孫歆文、汪佳翎、汪束、王曉佳、謝天依、楊冰怡、楊韞玉、張丹三、張韻雯

《夢想的旗幟》為SNH48Team X首套原創公演「夢想的旗幟」的標題曲。

### 非你不可
（Center：費沁源、洪珮雲）
- Team XII：陳音、陳韞凌、費沁源、洪珮雲、姜杉、蔣舒婷、李佳恩、劉增艷、潘瑛琪、宋雨珊、嚴佼君、於佳怡、鄒佳佳、張文靜、張怡

呂夢瑩掉出Team XII正規16人。

### 愛的歌頌
（Center：李梓）
- BEJ48 Team B：段藝璇、馮雪瑩、胡博文、胡曉慧、牛聰聰、青鈺雯、孫姍、田姝麗
- BEJ48 Team E：陳倩楠、馮思佳、劉勝男、羅雪麗、李媛媛、李梓、馬玉靈、蘇杉杉

BEJ48首次參與SNH48 EP錄製。

### 閃爍的夢
（Center：謝蕾蕾）
- GNZ48 Team G：陳珂、陳雨琪、高源婧、李沁潔、林嘉佩、謝蕾蕾、張凱祺、張瓊予、周倩玉
- GNZ48 Team NIII：陳楠茜、陳欣妤、劉力菲、盧靜、唐莉佳、鄭丹妮、左嘉欣

GNZ48首次參與SNH48 EP錄製。